# Bisley (Surrey)
Pour les articles homonymes, voir Bisley.
Bisley est une paroisse civile et un village du Surrey, en Angleterre.